# アンペアブレーカー

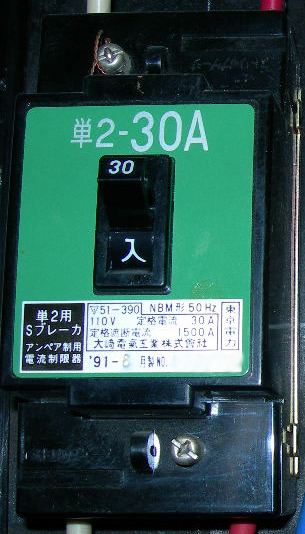
東京電力のアンペアブレーカー（電流制限器）の一例。大崎電気工業製、単2用30A（緑）。「アンペア制用電流制限器」とある

アンペアブレーカーとは、日本の電力会社と世帯との間で契約された電力、すなわち「契約アンペア値」を超える電流が流れた時に電気の供給を自動で止める装置のことである。

## 概要
日本のいくつかの電力会社と需要家との間で「アンペア制」と呼ばれる電力需給契約がなされた場合に用いられる契約用電流制限器であり、リミッターやサービスブレーカー又は、契約ブレーカーと呼ばれることもある。電気回路を開閉するスイッチの機能もある。一般家庭では、玄関や廊下などに設置される分電盤内の左側に置かれることが多い。

## アンペアブレーカーの設置
日本では法により、電気（電力）は「財物とみなす」とされている。
すなわちその使用権は商取引の対象となるものであり、電力は、電気事業者（電力会社）と需要家（電気購入者のこと。各家庭など）との間での契約（電力需給契約）に基づき、電力会社から需要家に原則として有償で引き渡される（販売される）。アンペアブレーカーは基本的に商取引、すなわち電力の販売量が需要家との契約量を超えないようにするために用いられるものである。
アンペアブレーカーは電力小売事業者（2016年3月までは当該地域を管轄する電力会社）の電気供給約款に基づいて、需要家と電力会社との間で需給契約を締結した後に当該地域を管轄する送配電事業者（同、当該電力会社）により、需要家の需要設備の直前に設置される。例えば関東地区で東京電力エナジーパートナー（同、東京電力）と需要家が「従量電灯B」で契約する場合、10Aから60Aまで7種類の契約があり、それぞれに東京電力パワーグリッド（同、東京電力）により「アンペア値」の違うアンペアブレーカーが設置され（下表参照）、設置後は増量や撤去など細工されないように封印される（特に電力量計の出線が接続される電源側、近年は廃止されつつある）。

他地域の電力会社と契約する場合でも、地元の送配電事業者が設置する。例えば関東地区で中部電力ミライズと需要家が「カテエネプラン」で契約する場合、地元の送配電事業者である東京電力パワーグリッドがアンペアブレーカーを設置する。逆に東海地区で東京電力エナジーパートナーと需要家が「スタンダードS」で契約する場合、中部電力パワーグリッドがサービスブレーカー（中部電力パワーグリッドにおける名称）を設置する。
日本では、電気事業法の下に複数の電力会社があり、それぞれが別の企業体である。そして電力は基本的に有形物の取引と同じ扱い（商品）である。従って電力会社の電気供給約款は各電力会社ごとに異なる。電気供給約款に"電流制限器のない"関西電力送配電・中国電力ネットワーク・四国電力送配電・沖縄電力では、需給契約を締結しても、アンペアブレーカーは設置されず、需要家の主幹ブレーカー（漏電ブレーカーや安全ブレーカー）に直接、電力量計の出線が接続される。
これら4社の場合、需要家の主幹ブレーカー、すなわち保安用主幹ブレーカーの容量が直接、電力会社との契約量になる。つまりこれら4社のエリアに居る需要家は、それぞれの電力会社の電気供給約款にある指定容量の主幹ブレーカーを需要家側で設置して電気を購入する。従って同じ契約名称「従量電灯」でも、電気供給申し込みから給電開始まで実態はかなり異なり、不具合が生じた場合の対応なども異なる。
なお、設備負担範囲などについては、例えば建物までの引き込みは電力会社、以降、電力量計まで需要家、電力量計は電力会社、これ以降は再び需要家…といったように細かいので、詳しくは内線規程の付録まで、また各電力会社の電気供給約款などを参照されたい。

## 漏電ブレーカや安全ブレーカとの違い
「アンペアブレーカー」と呼ばれることから、一般には、漏電遮断器や真空遮断器と同じ遮断器とみなされることがあるが、全く別物である。
漏電ブレーカーや安全ブレーカーは、電気設備に関する技術基準を定める省令に基づいて設置される「保安器」であり、漏電や地絡といった電気回路の故障が原因で引き起こされる感電事故や電気機器の損傷などを防止する目的で設置される遮断器である。従って需要家の電気設備については、需要家の責任において必要な個所に必ず設けなければならないものである。このことからその遮断特性などはそれぞれ保安上必要な基準以上のものとされている。
一方、アンペアブレーカーは電力会社と需要家の間で契約された最大電力、すなわち「契約アンペア値」を超える電気を需要家が使用した場合に自動で電気を止める目的のために設置される「契約用遮断器」であり、電力会社独自のものである。従ってアンペアブレーカーの遮断特性などは、各種必要な安全基準を満たしてはいるが、後述の様に特殊なものがあり、アンペアブレーカーは一般的な「電流制限器」(Current limiter) とも、厳密には異なるものである。
また、漏電ブレーカーや安全ブレーカーなどが需要家の所有・管理物であるのに対し、アンペアブレーカーは電力会社の所有・管理物であり、市販（一般販売）されておらず、不具合が生じた場合でも、需要家側でメーカーから直接取り寄せて、勝手に交換するといったことはできない。電力会社に連絡して交換してもらう形になる。
なお一般家庭などでは、アンペアブレーカーが動作して家全体が停電状態になっても、またその後に設けられている安全ブレーカなどが動作して、家全体あるいは部分が停電状態になっても、ともすれば「ブレーカーが落ちた（切れた）」東海地方では「ブレーカーが上がった（中部電力パワーグリッド管内では上がるとOFFの為。ギャラリー画像を参照）」と表現し、同じこととして安易に扱いがち（切となったブレーカーを再び入にする）である。しかし、どのブレーカーが動作したのかによってその原因は異なり、場合によっては感電など人身事故に至ることにもなりかねないため、明らかにいわゆる一時的な電気の使い過ぎなど、その原因がはっきりしており、それを取り除くことができる場合以外、安易にブレーカーを再度、入にせず、専門業者などに連絡し、原因を究明してもらう必要がある。

## 特殊な特性
| 左側がアンペアブレーカー、右側が配線用遮断器の内部構造写真である。どちらもコイルの磁力で引き外しかぎを作動させる仕組みだがアンペアブレーカーのL1相とL2相のコイルは互いに逆向きに巻かれており両相電流の和により引き外しかぎが動作する。したがってL1相とL2相とにつなぐ200 V機器の電流は2倍される。 |  | 左側がアンペアブレーカー、右側が配線用遮断器の内部構造写真である。どちらもコイルの磁力で引き外しかぎを作動させる仕組みだがアンペアブレーカーのL1相とL2相のコイルは互いに逆向きに巻かれており両相電流の和により引き外しかぎが動作する。したがってL1相とL2相とにつなぐ200 V機器の電流は2倍される。 |
| 左側がアンペアブレーカー、右側が配線用遮断器の内部構造写真である。どちらもコイルの磁力で引き外しかぎを作動させる仕組みだがアンペアブレーカーのL1相とL2相のコイルは互いに逆向きに巻かれており両相電流の和により引き外しかぎが動作する。したがってL1相とL2相とにつなぐ200 V機器の電流は2倍される。 |  | |

アンペアブレーカーは契約電流の制限に用いるものであり保安目的のものではないことから、配線用遮断器(MCCB)などとは動作特性が全く異なる。ある電力会社の30 A 単3用アンペアブレーカーであれば、
1. L1 - N のみ100 V負荷がかかる場合: 30 Aで遮断 (L1:30 A + L2:0 A)
2. L1 - N、L2 - N それぞれ均等な負荷（各々100 V負荷）の場合: 各15 Aで遮断 (L1:15 A + L2:15 A)
3. L1 - L2 のみ（200 V負荷）の場合:  2. と同様に15 A で遮断 (L1:15 A + L2:15 A)
4. L1 - L2（200 V負荷）に 5 A負荷が常時ある場合: L2 - N に20 A が流れると遮断 (L1 5 A + L2 25 A)

つまり100 V換算で30 A（これを「合成動作定格電流」という）となる。結果として負荷合計3 kVAで遮断することになる。したがって30 Aのアンペアブレーカーがあっても200 V負荷で30 A使えるわけではない。

一方で同じ電流値である30 Aの配線用遮断器の場合、各相いずれかが30 Aを超えないと遮断しないため、200 V負荷でも30 A使える点が相違点となる。
単相3線式の需要家で30 Aの配線用遮断器を設置して主開閉器契約をする場合、契約容量は3 kVAではなく、6 kVA （200 V・30 A）となる。この場合、L1・L2いずれかの相電流が30 Aを超えると遮断するため、L1相かL2相に負荷が偏った場合、契約容量に達しないのに遮断される問題点が生じる。問題を防ぐためには、あらかじめ負荷の振り分けにおいて一方に偏らないように工事しておく必要がある。この点アンペアブレーカーによる契約電流制限は相電流の和により遮断するため、負荷が片方に寄っても前述の問題は発生しない。

## アンペアブレーカーの色と契約アンペア値
アンペアブレーカーはアンペア値によってブレーカーの色が決められており、それぞれ基本料金も異なる。対応は以下の通り。アンペア値に対するブレーカーの色は各送配電事業者（2016年3月までは各電力会社）規定である。

### アンペアブレーカーの色と基本料金
（）の社名は発送電分離前の一般電気事業者の社名。料金は本体価格。いずれも「従量電灯B」で契約した場合。名称の記載がない場合は「アンペアブレーカー」である。

#### 北海道電力ネットワーク
| アンペア値   | 10A   | 15A   | 20A   | 30A   | 40A    | 50A    | 60A    |
| ハンドル色   | 黒    | 黄    | 青    | 赤    |        |        |        |
| ブレーカー色 |       |       |       |       | 灰     | 茶     | 紫     |
| 基本料金     | 310円 | 465円 | 620円 | 930円 | 1240円 | 1550円 | 1860円 |

※30Aまではハンドルに、40Aからはブレーカー本体に色がついている。

※20Aのものはハンドルの色が 深緑 のものもある。

#### 東北電力ネットワーク
| アンペア値   | 10A   | 15A   | 20A   | 30A   | 40A    | 50A    | 60A    |
| 銘板の色     | 白    |       |       | 青    |        |        |        |
| ブレーカー色 |       |       |       |       | 赤     | 紫     | 緑     |
| 基本料金     | 300円 | 450円 | 600円 | 900円 | 1200円 | 1500円 | 1800円 |

#### 東京電力パワーグリッド
| アンペア値   | 10A   | 15A   | 20A   | 30A   | 40A    | 50A    | 60A    |
| ブレーカー色 | 赤    | 桃    | 黄    | 緑    | 灰     | 茶     | 紫     |
| 基本料金     | 260円 | 390円 | 520円 | 780円 | 1040円 | 1300円 | 1560円 |

※東京電力エナジーパートナーのスタンダードSも60Aまでの契約では従量電灯Bと同様に設置される。

※この他、従量電灯Aの5A契約もあり、ブレーカーの色は 青 である。

#### 北陸電力送配電
| アンペア値 | 10A   | 15A   | 20A   | 30A   | 40A   | 50A    | 60A    |
| 基本料金   | 220円 | 330円 | 440円 | 660円 | 880円 | 1100円 | 1320円 |

※契約電流ごとの契約ブレーカーの色分けをしていない

#### 中部電力パワーグリッド
| アンペア値   | 10A            | 15A            | 20A            | 30A            | 40A            | 50A            | 60A            |
| ハンドル色   | 赤             | 茶             | 黄             | 緑             | 青             | 紫             | 灰             |
| ブレーカー色 |                |                |                |                | 青             | 紫             | 灰             |
| ハンドルを   | 下げると「入」 | 下げると「入」 | 下げると「入」 | 下げると「入」 | 上げると「入」 | 上げると「入」 | 上げると「入」 |
| 基本料金     | 260円          | 390円          | 520円          | 780円          | 1040円         | 1300円         | 1560円         |

※1992年以前に製造のブレーカー本体の色は50Aが 緑 、60Aは 黒 。

#### 関西電力送配電
（関西電力）

アンペアブレーカーを使用しない

#### 中国電力ネットワーク
（中国電力）

アンペアブレーカーを使用しない

#### 四国電力送配電
（四国電力）

アンペアブレーカーを使用しない

#### 九州電力送配電
| アンペア値 | 10A   | 15A   | 20A   | 30A   | 40A    | 50A    | 60A    |
| ハンドル色 | 灰    | 赤    | 黄    | 緑    | 茶     | 青     | 白     |
| 基本料金   | 270円 | 405円 | 540円 | 810円 | 1080円 | 1350円 | 1620円 |

#### 沖縄電力
アンペアブレーカーを使用しない
※小規模のため発送電分離の対象外

## その他
マンション一括受電サービスに移行する場合（またはその逆）、その業者の指定品に交換される場合がある。やはり電気供給約款に記述がある場合に設置され、記述がない場合は撤去される。撤去する際に上下の配線を接続するだけの端子台に交換される場合もある。ブレーカーの色や形は地元の送配電事業者（電力会社、2016年3月までは一般電気事業者）のものとは異なる場合がある。これに対して、小売事業者を新電力や他地域の電力会社に変更した場合は送配電事業者の変更はないため、ブレーカーはそのままである。
東京電力（当時）の旧型ブレーカー（金属製のカバーがあるもの）のうち、ある時期までのものには10A品にI、15A品に$（1と5の組み合わせと思われる）、20A品にII、30A品にIIIの表記がある。ハンドルの切側は無表示、入側に●表示がある。その後のものは10・15・20・30と数字表記に、ハンドルは切・入に変更された。表示が切り替わったのは概ね1980年頃と思われる。両者とも、カバーの色は現行品の本体色と同様。
東京電力（当時）は2015年8月から、スマートメーターで契約アンペア値を設定する「計器SB設定」を開始した。これはアンペアブレーカーの代わりにスマートメーターに契約アンペア値を設定することにより、一定時間その値を超えた際にスマートメーターが自動で遮断するというものである。このサービスにより、需要家は小売事業者に連絡するだけで（アンペアブレーカー交換工事を待たずに）契約アンペア値を変更できるようになった。新規契約の際にこのサービスを利用する場合、分電盤はアンペアブレーカーのスペースのないものを用いる。アンペアブレーカーがある場合は前述の場合と同様に端子台に交換される。
東京電力パワーグリッドは2016年7月から、60A契約までの新規契約者および既存契約者のうち増減量希望者に対しては原則として「計器SB設定」を利用してアンペアブレーカーを設置しないことにした。

## ギャラリー

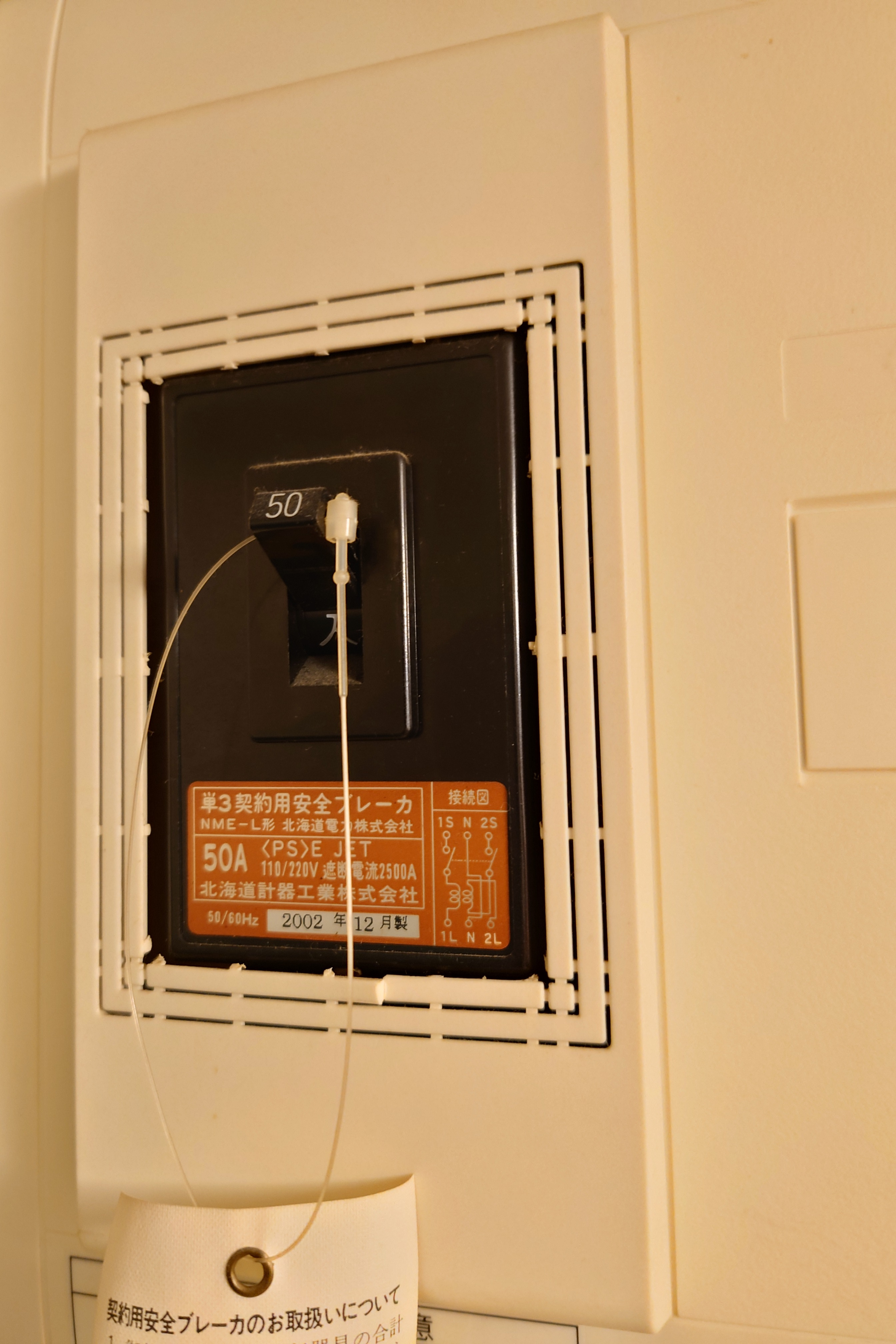
北海道電力の一例 北海道計器工業製の契約用安全ブレーカー
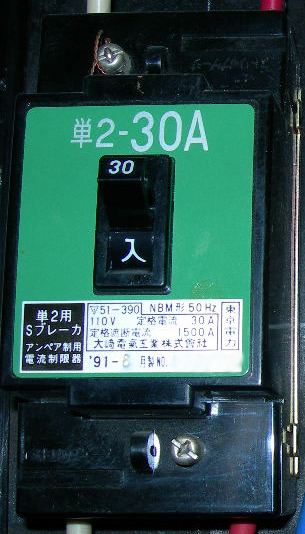
東京電力の一例 大崎電気工業製・単2用30A（緑） のアンペアブレーカー
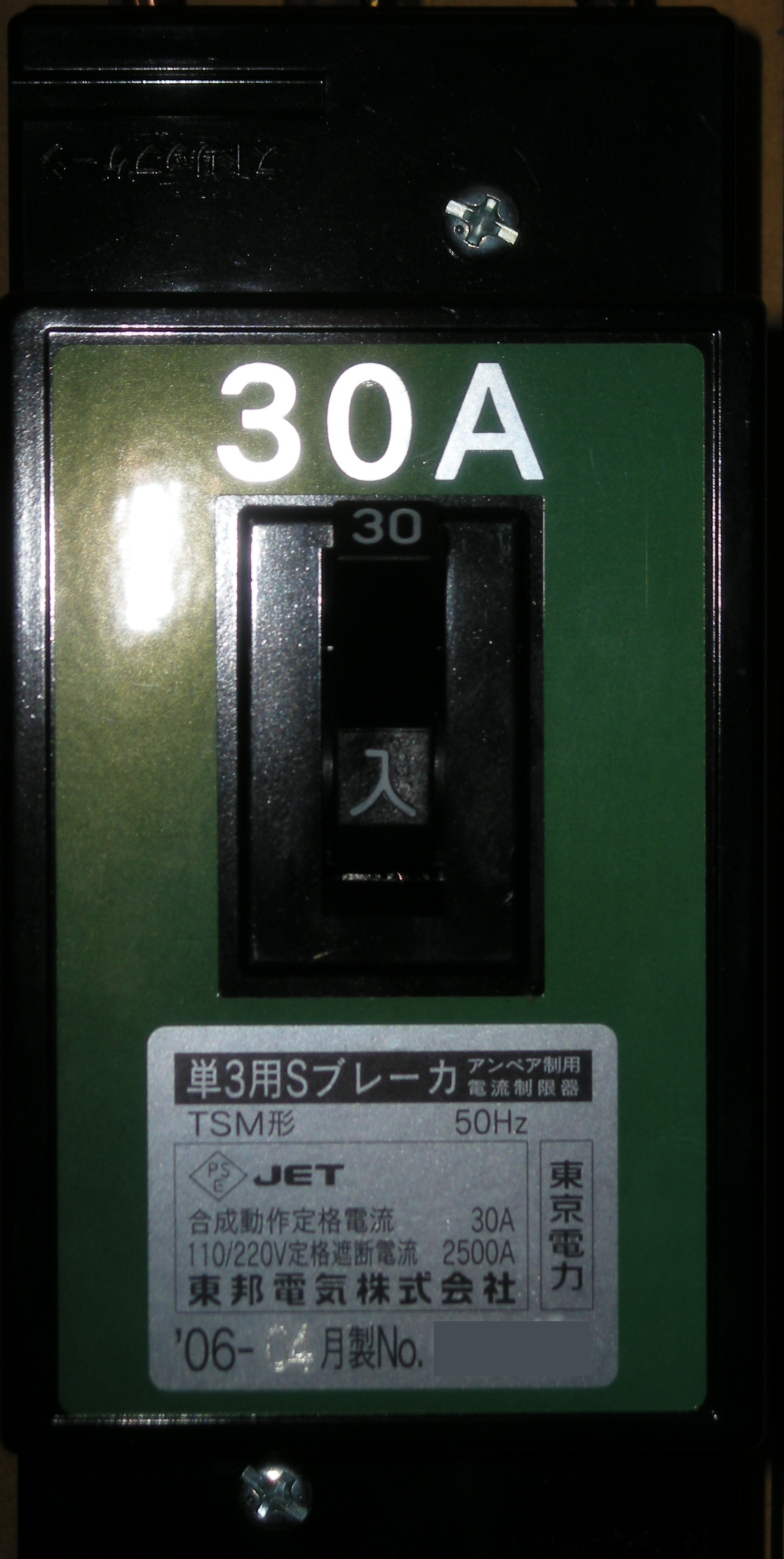
東京電力の一例 東邦電気製・単3用30A（緑） のアンペアブレーカー
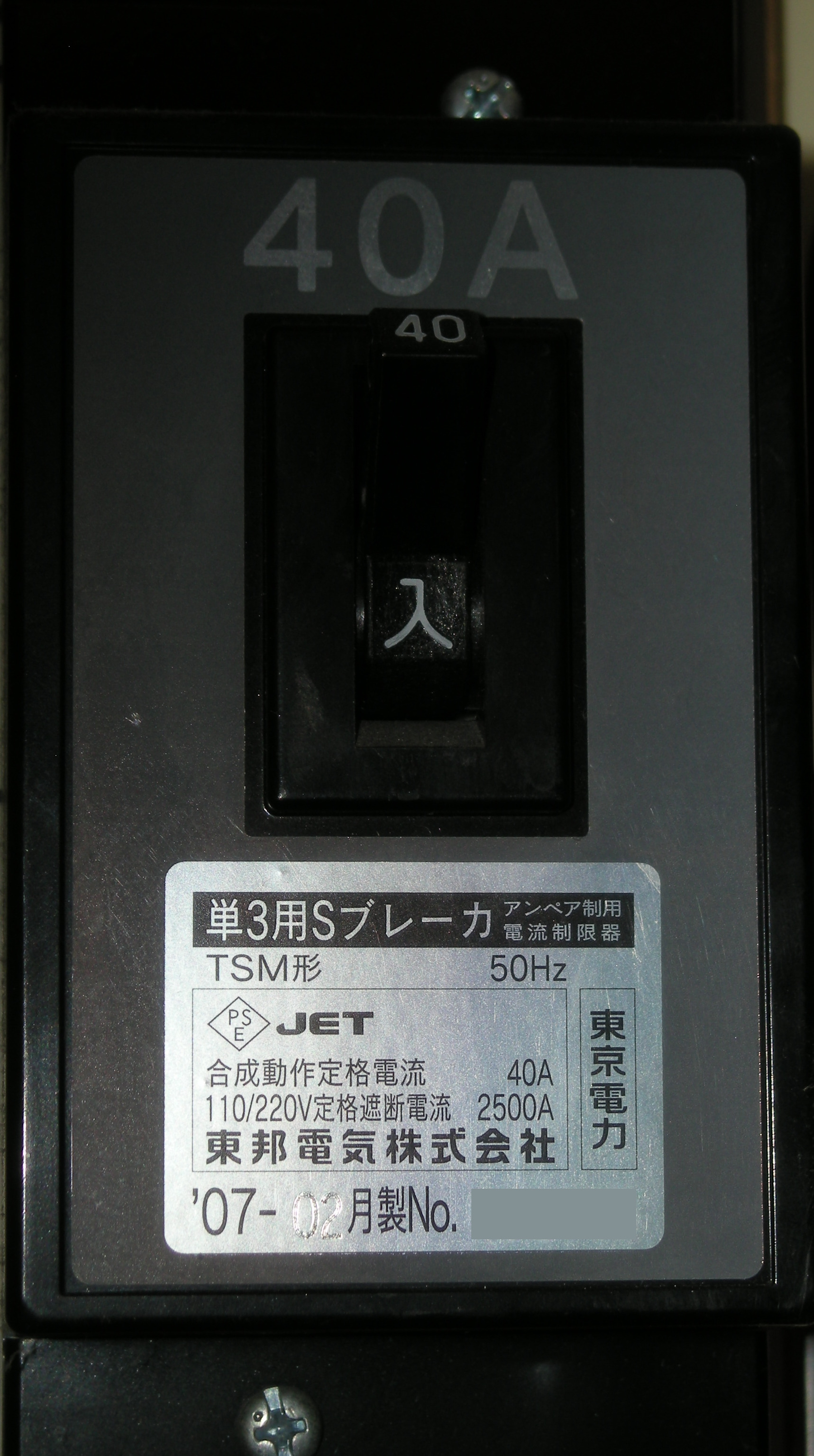
東京電力の一例 東邦電気製・単3用40A（灰） のアンペアブレーカー
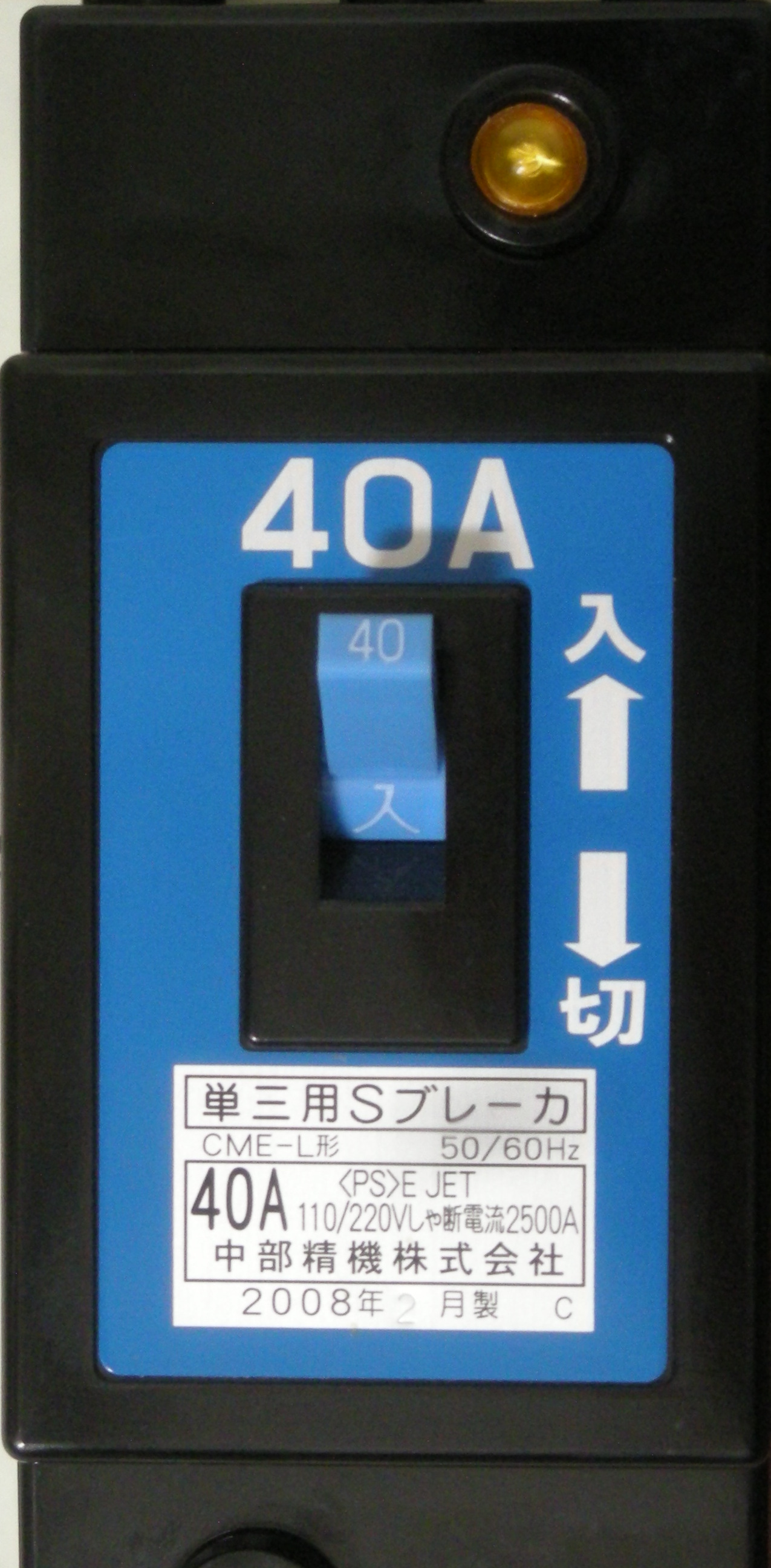
中部電力の一例 中部精機製・単3用40A（青） のサービスブレーカー
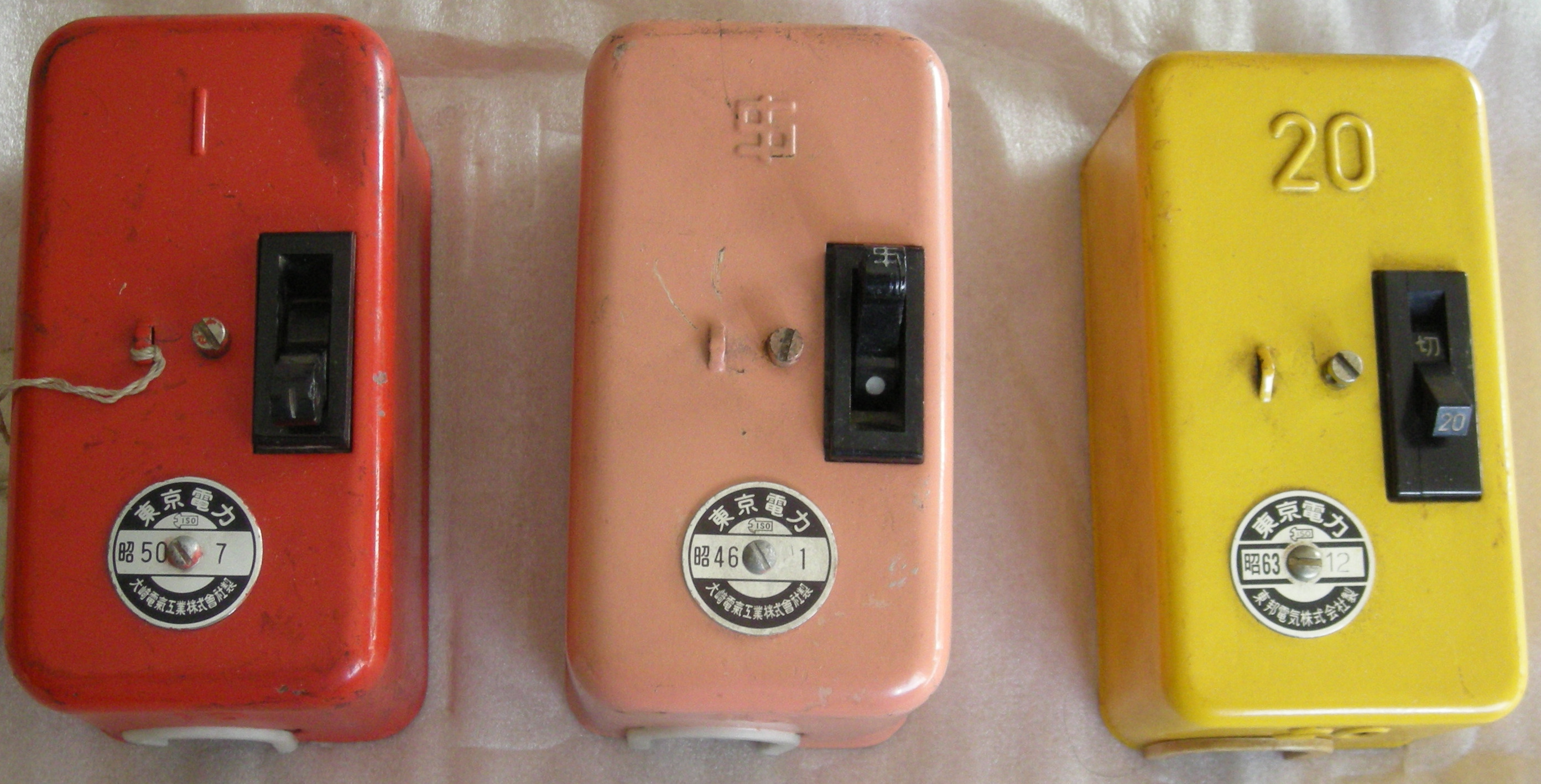
東京電力の一例 左より、大崎電気工業製・単2用10A（赤）、 大崎電気工業製・単2用15A（桃）、 東邦電気製・単2用20A（黄） のアンペアブレーカー
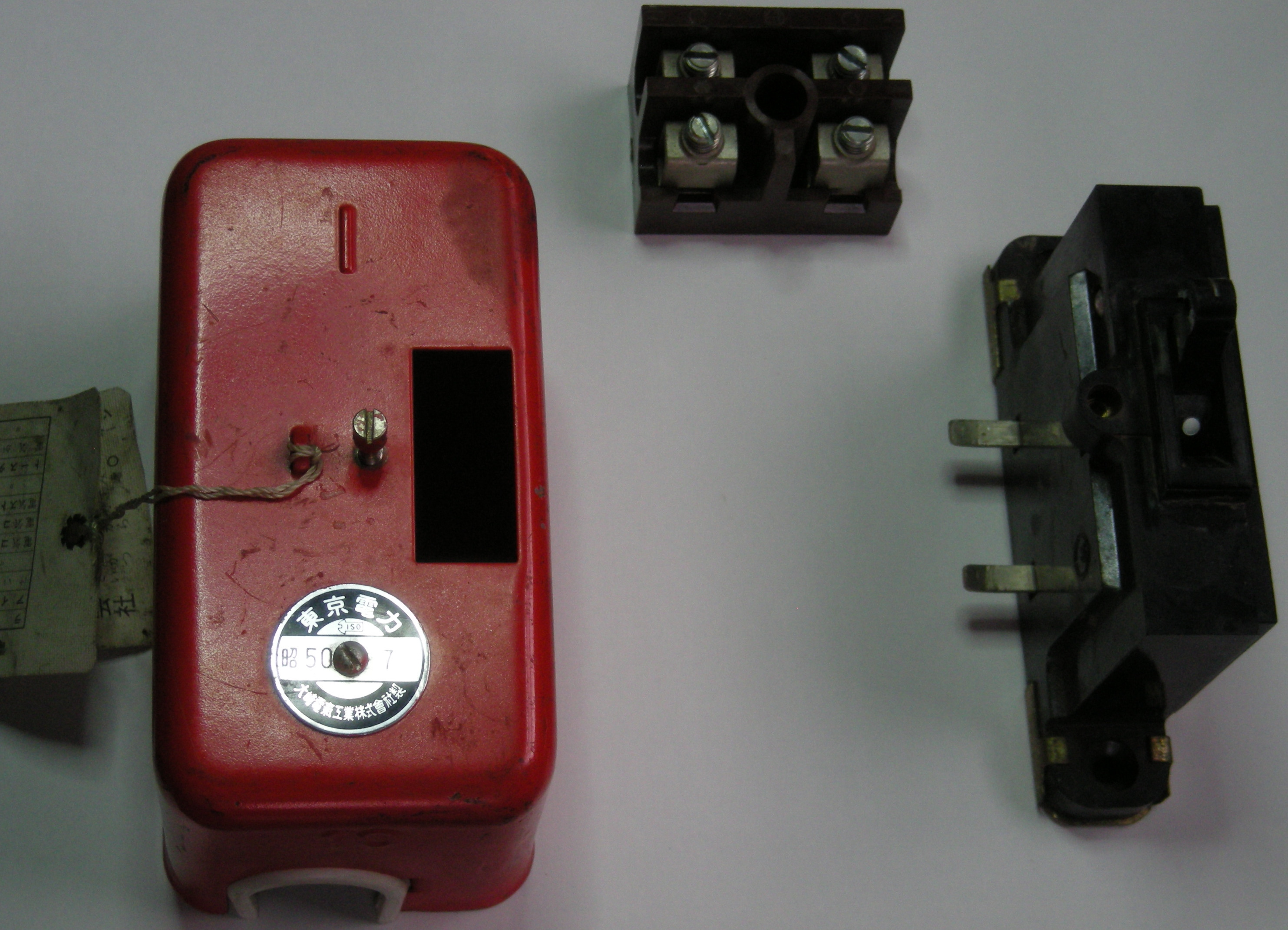
東京電力の単2用10A（大崎製）の内部 素子は1P（1極）で、接地側極は端子台で素通しする
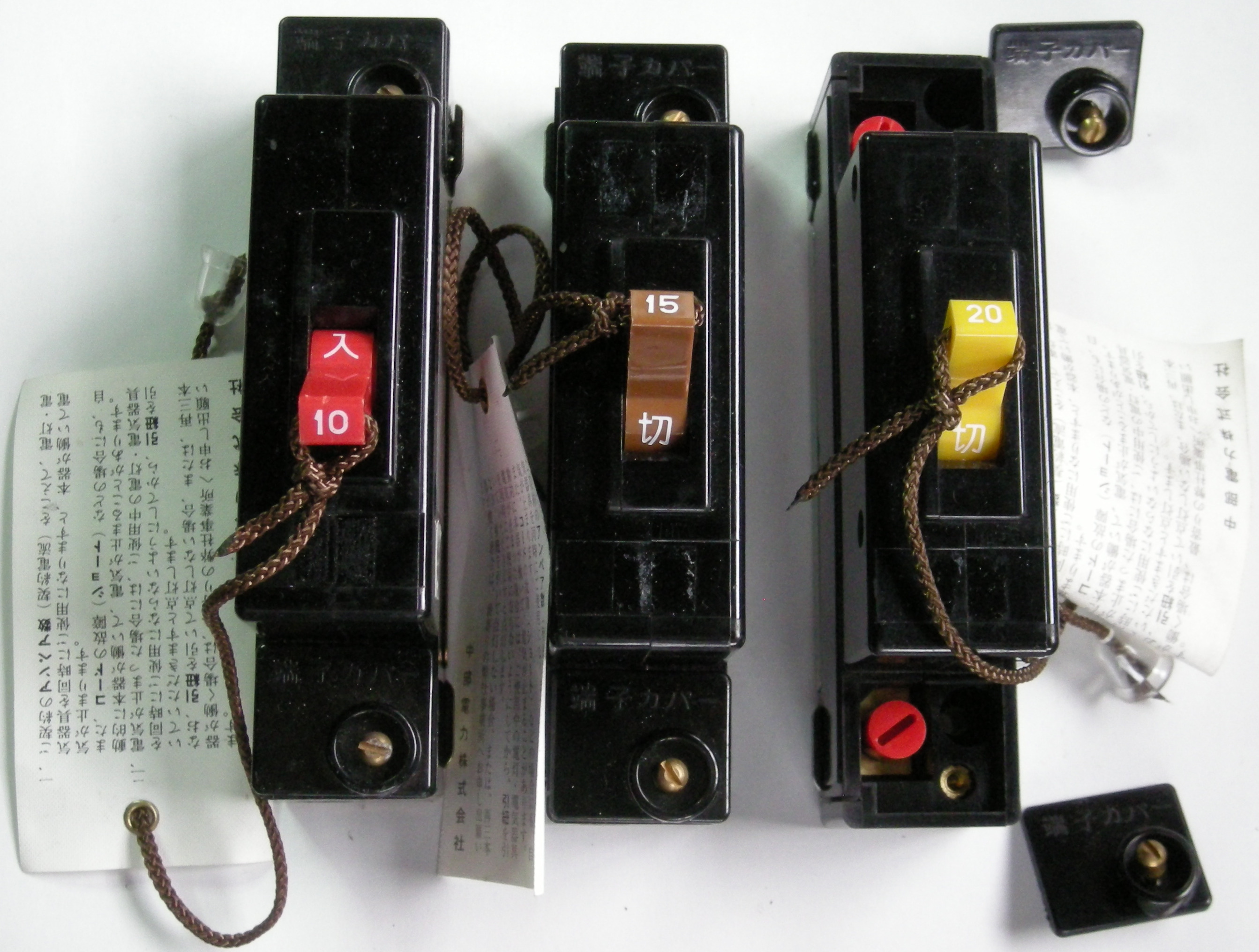
中部電力の一例 左より、10A（赤）・15A（茶）・20A（黄） のサービスブレーカー いずれも中部精機製、単2用
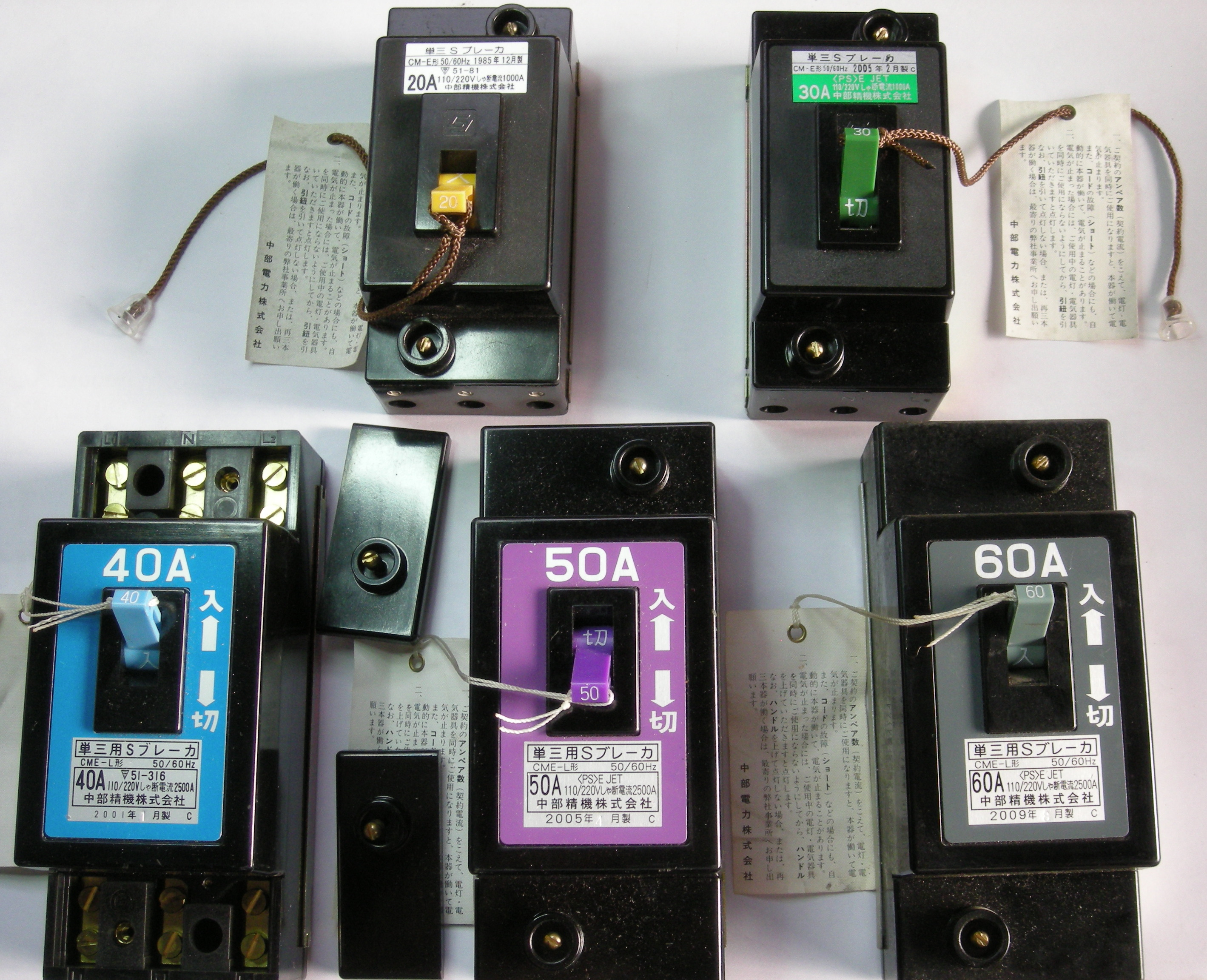
中部電力の一例 上段左より、20A（黄）・30A（緑） 下段左より、40A（青）・50A（紫）・60A（灰） のサービスブレーカー いずれも中部精機製、単3用
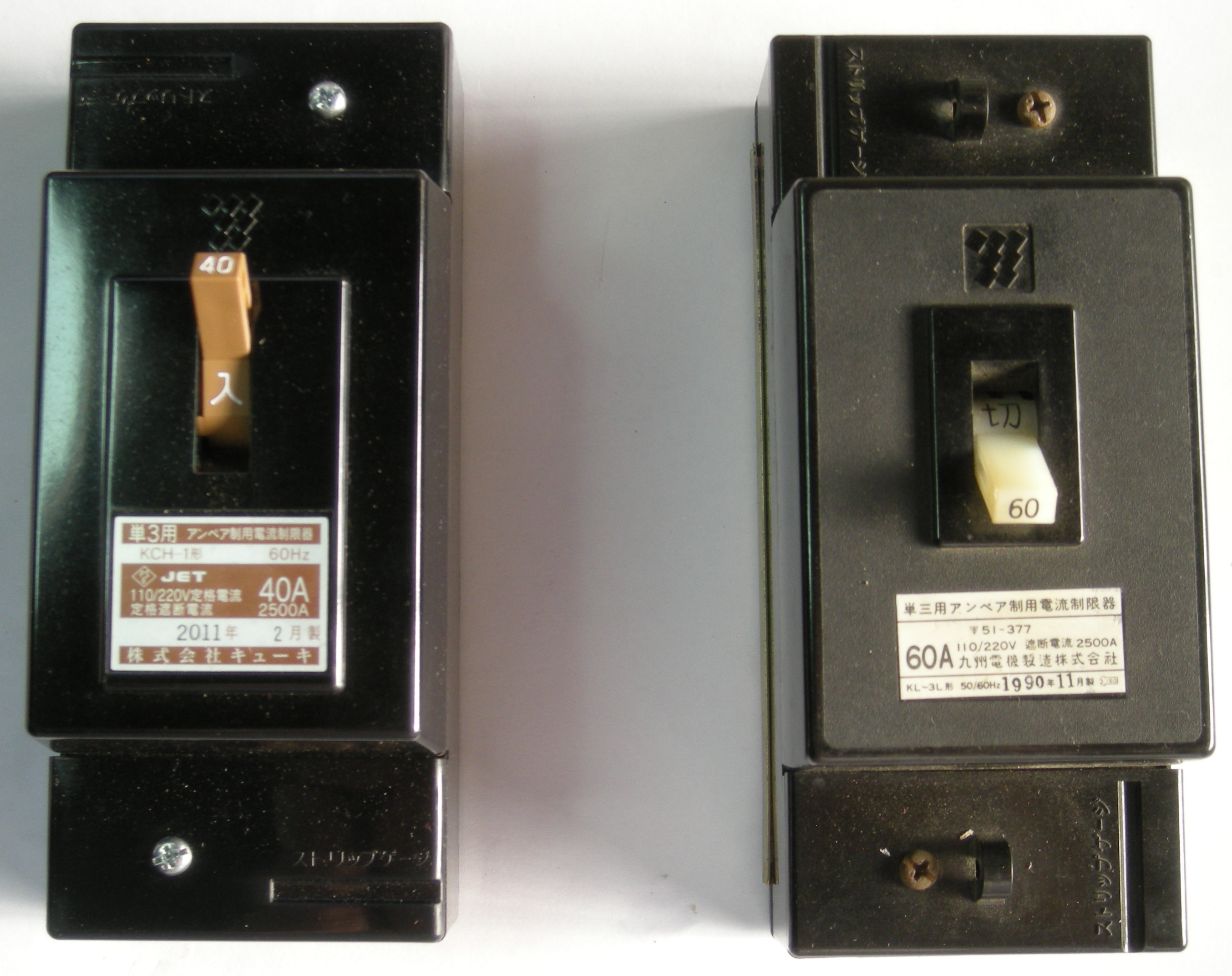
九州電力の一例 左より、キューキ製・単3用40A（茶）、 九州電機製造製・単3用60A（白） のリミッター
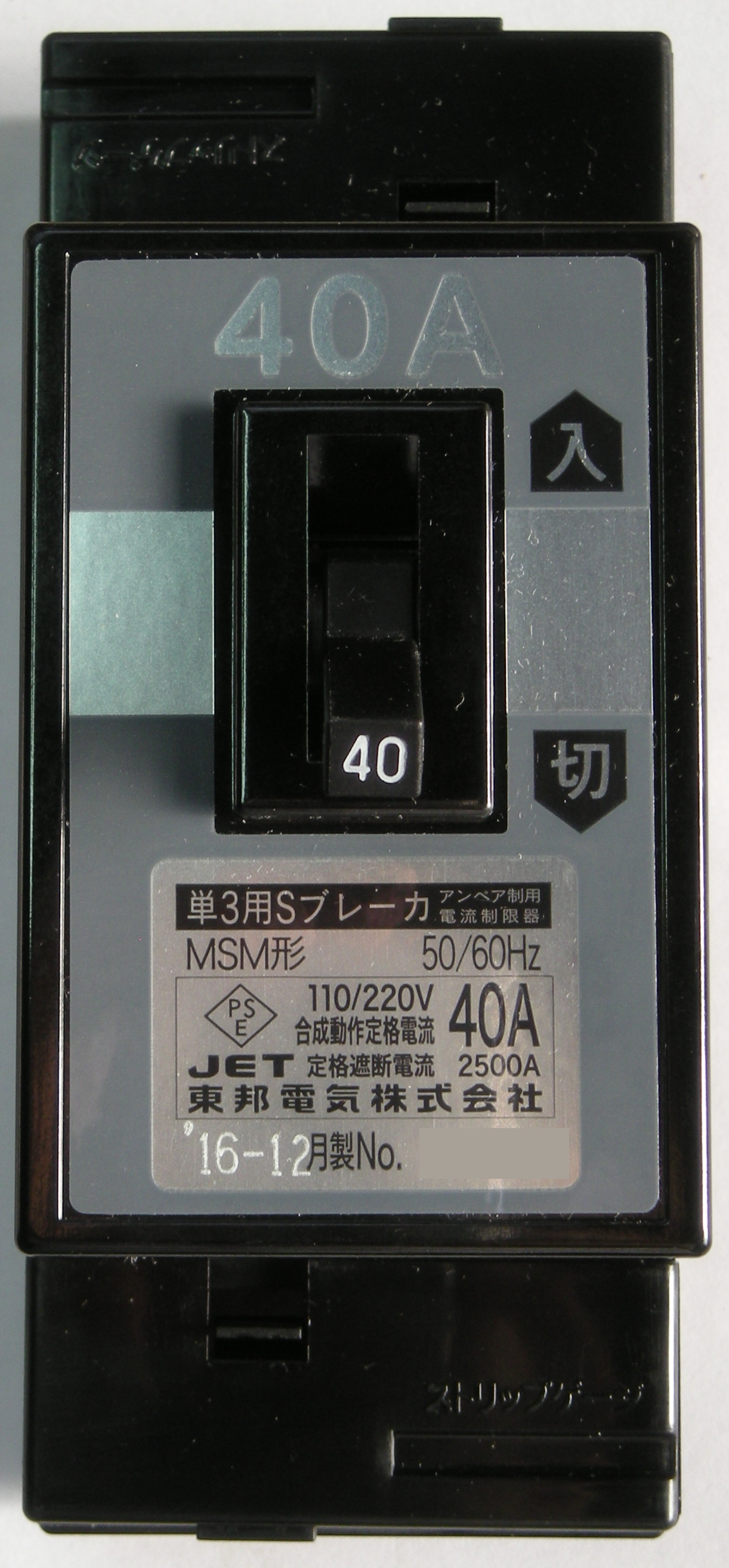
マンション一括受電サービス業者向けの一例 東邦電気製、単3用40A（灰） のブレーカー
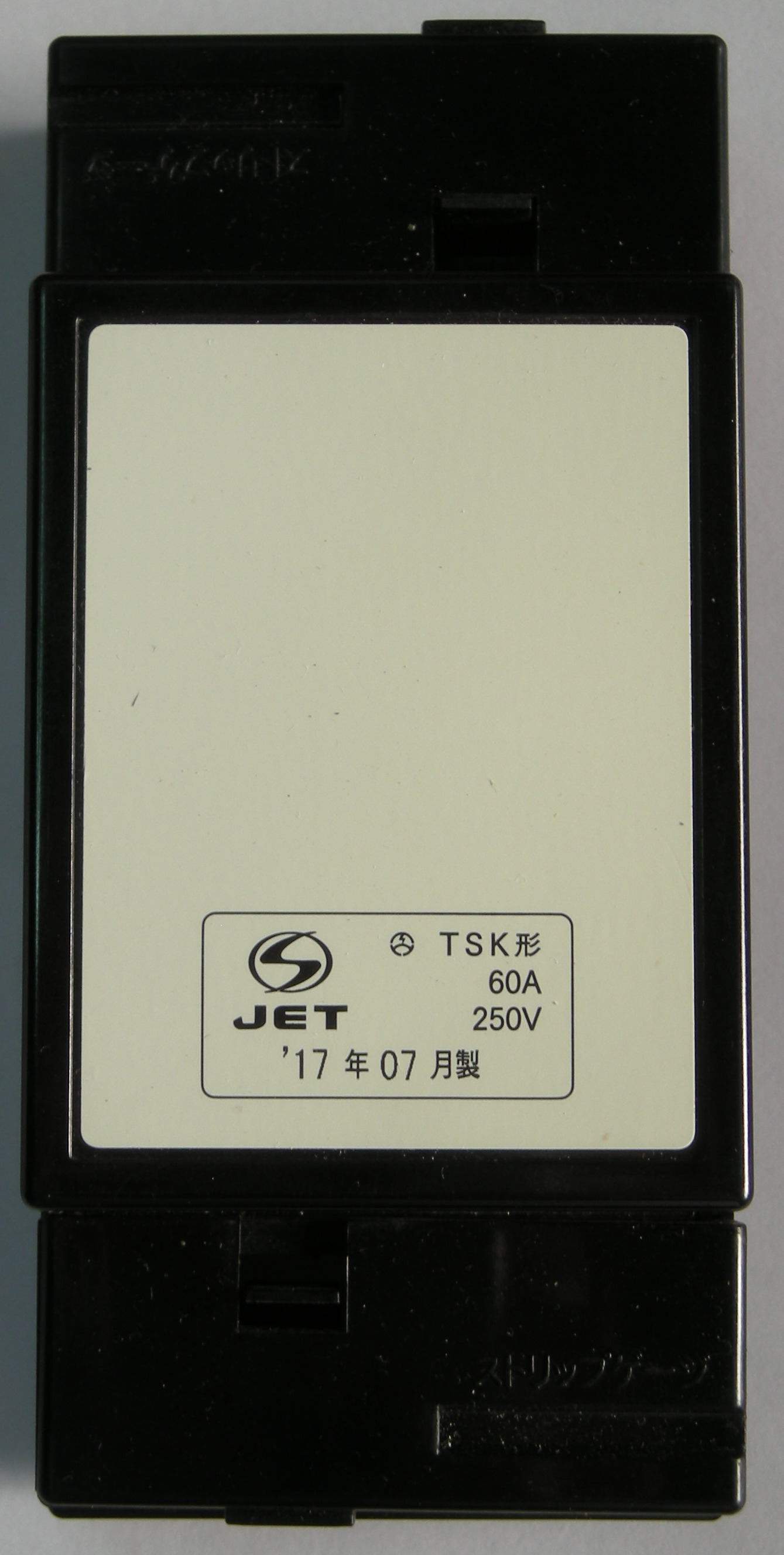
（参考）東邦電気製のブレーカスペース接続器具 上下の線を接続する端子台であり、ブレーカーとしての機能もスイッチとしての機能もない